# Ravningbrug

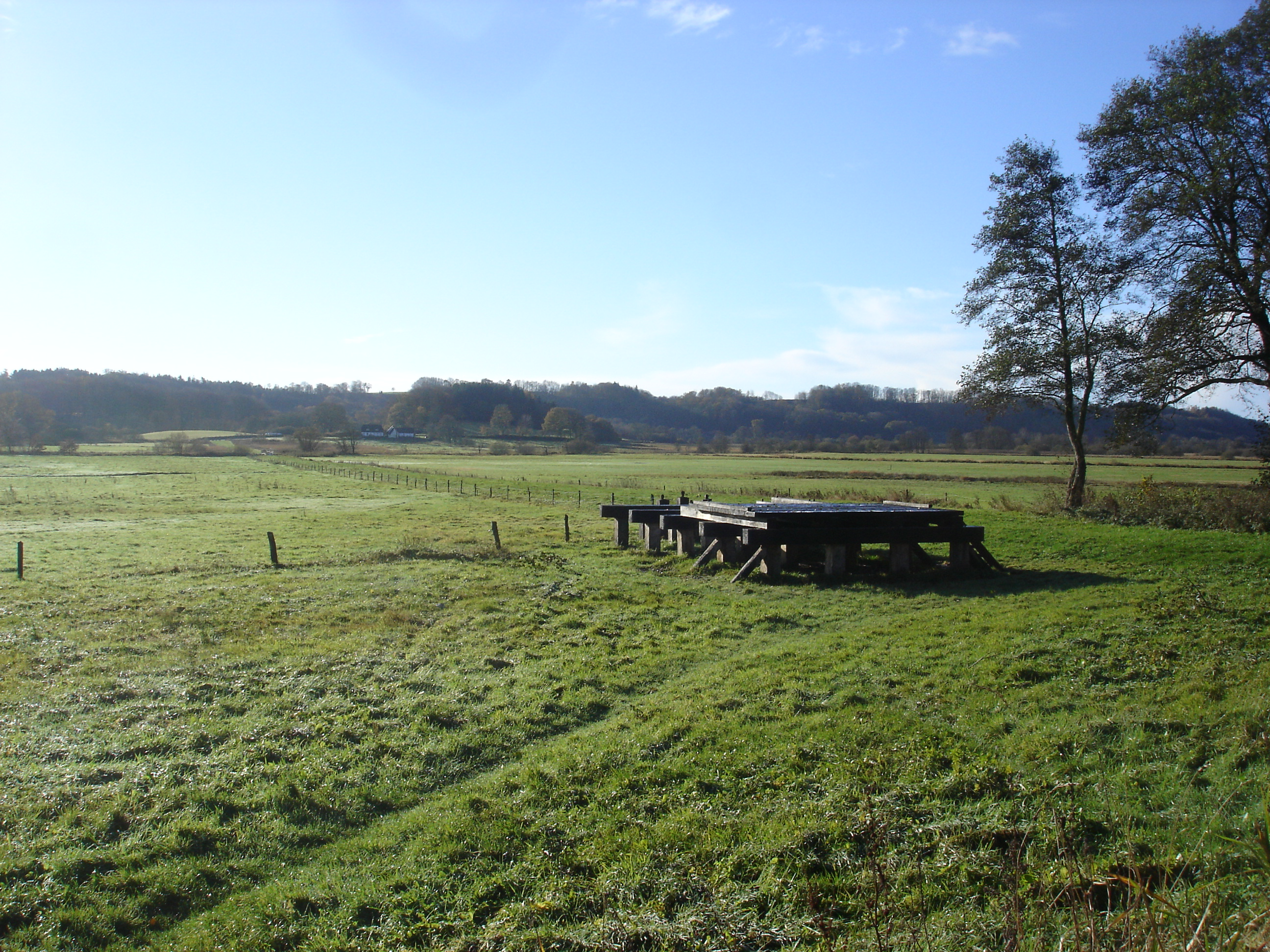
Een gereconstrueerd deeltje van de Ravningbrug

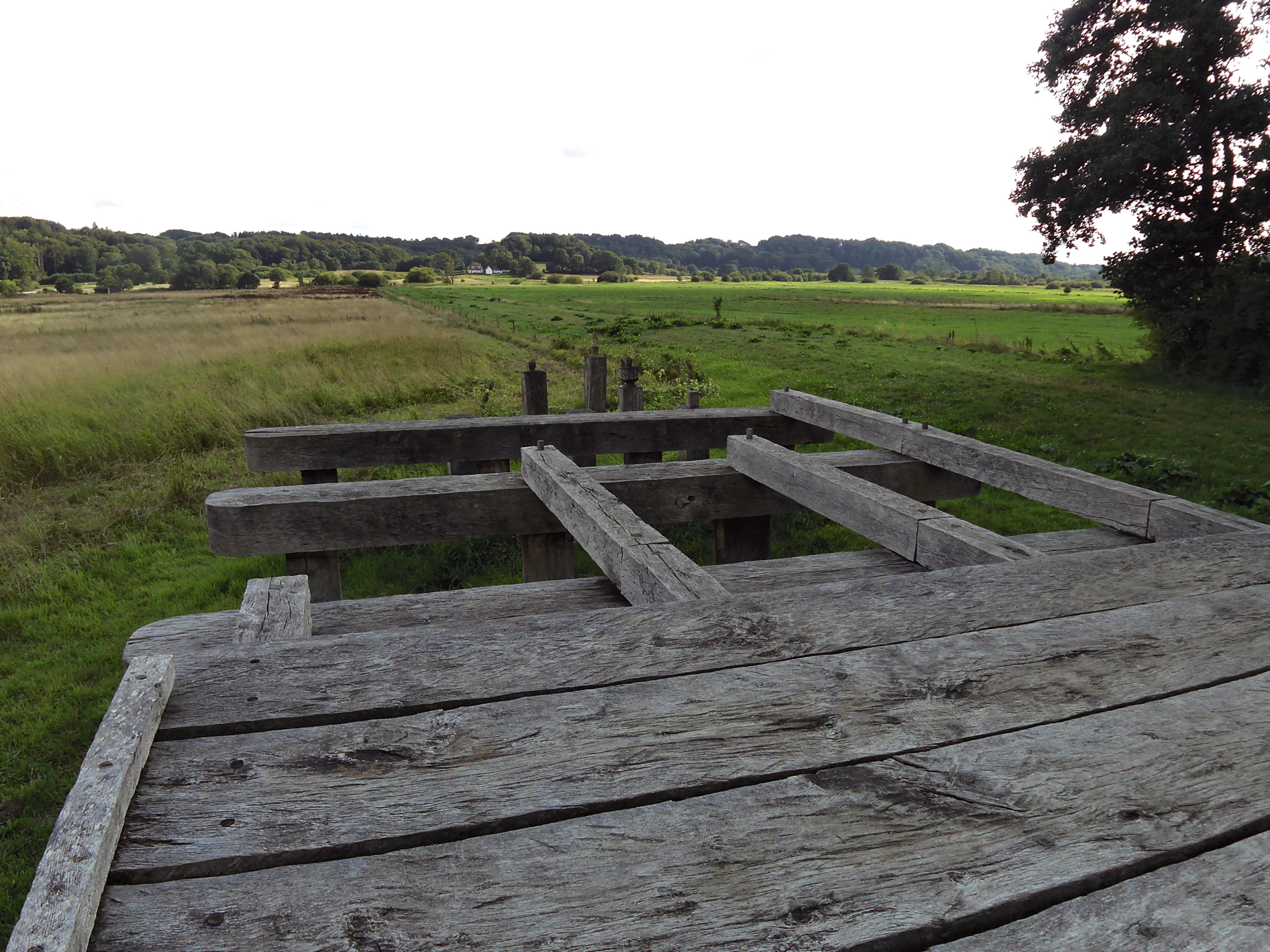
Een gereconstrueerd deeltje en het tracé van de Ravningbrug

De Ravningbrug (Deens: Ravningbroen) is een voormalige houten brug van 760 meter uit de tijd van de Vikingen in Denemarken. De brug uit de 10e eeuw overspande de rivier de Vejle nabij Ravning, 10 kilometer ten zuiden van Jelling. De brug werd vermoedelijk gebouwd in opdracht van Harald Blauwtand.
In 1953 werden de eerste resten gevonden; in 1972 startte de opgraving. Delen van de houten brug worden tentoongesteld in Nationalmuseet in Kopenhagen.
De brug ligt aan de toeristische vikingroute 'The Rise and Fall of the Vikings'.